# Liste der Mitglieder des Senats im 21. Kongress der Vereinigten Staaten
Die Senatoren im 21. Kongress der Vereinigten Staaten wurden zu einem Drittel 1828 und 1829 neu gewählt. Vor der Verabschiedung des 17. Zusatzartikels 1913 wurde der Senat nicht direkt gewählt, sondern die Senatoren wurden von den Parlamenten der Bundesstaaten bestimmt. Jeder Staat wählt zwei Senatoren, die unterschiedlichen Klassen angehören. Die Amtszeit beträgt sechs Jahre, alle zwei Jahre wird für die Sitze einer der drei Klassen gewählt. Zwei Drittel des Senats bestehen daher aus Senatoren, deren Amtszeit noch andauert.
Die Amtszeit des 21. Kongresses ging vom 4. März 1829 bis zum 3. März 1831. Seine erste Tagungsperiode fand vom 7. Dezember 1829 bis zum 31. Mai 1830 in Washington, D.C. statt, die zweite Periode vom 6. Dezember 1830 bis zum 3. März 1831. Vorher fand bereits vom 4. bis zum 17. März 1829 eine Sondersitzung statt.

## Zusammensetzung und Veränderungen
Nach der Präsidentschaftswahl 1824 zerfiel das First Party System in mehrere Faktionen, von denen schließlich zwei übrigblieben, die Anhänger des späteren Präsidenten Andrew Jackson und seine Gegner. Aus der Jackson-Faktion entstand in den folgenden Jahren die bis heute bestehende Demokratische Partei, aus der Anti-Jackson-Faktion entstand zunächst die National Republican Party, später die United States Whig Party. Im 20. Kongress saßen am Ende seiner Amtszeit 26 Jacksonians und 21 Anti-Jacksonians im Senat, ein Sitz war vakant. Bei den Wahlen 1828 und 1829 wechselten jeweils zwei Sitze von den Jacksonians zu den Anti-Jacksonians und zwei in die entgegengesetzte Richtung. Der vakante Sitz in New Jersey ging an die Anti-Jackson-Faktion, so dass das Verhältnis sich auf 26 zu 22 verkürzte. Nachwahlen wegen mehrerer Rücktritte sowie Todesfälle führten im Januar 1830 zu einem Wechsel von der Jackson-Faktion zu ihren Gegnern, so dass die Mehrheit der ersteren auf 25 zu 23 fiel. In Indiana verstarb der Anti-Jacksonian James Noble Ende Februar 1831, sein Sitz wurde zunächst nicht neu besetzt. Am Ende des 21. Kongresses saßen daher 25 Jacksonians und 22 Anti-Jacksonians im Senat, ein Sitz war vakant.

## Spezielle Funktionen
Nach der Verfassung der Vereinigten Staaten ist der Vizepräsident der Vorsitzende des Senats, ohne ihm selbst anzugehören. Bei Stimmengleichheit gibt seine Stimme den Ausschlag. Während des 21. Kongresses war John C. Calhoun Vizepräsident. Im Gegensatz zur heutigen Praxis leitete der Vizepräsident bis ins späte 19. Jahrhundert tatsächlich die Senatssitzungen. Ein Senator wurde zum Präsidenten pro tempore gewählt, der bei Abwesenheit des Vizepräsidenten den Vorsitz übernahm. Vom 13. März bis zum 10. Dezember 1829, vom 29. Mai bis zum 31. Dezember 1830 und vom 1. März bis zum Ende des Kongresses am 3. März 1831 sowie weiter im 22. Kongress bis zum 4. Dezember 1831 war Samuel Smith Präsident pro tempore.

## Liste der Senatoren
Unter Faktion ist vermerkt, ob ein Senator den Anhängern oder den Gegnern von Andrew Jackson zugeordnet wird. Unter Staat sind die Listen der Senatoren des jeweiligen Staats verlinkt. Die reguläre Amtszeit richtet sich nach der Senatsklasse: Senatoren der Klasse I waren bis zum 3. März 1833 gewählt, die der Klasse II bis zum 3. März 1835 und die der Klasse III bis zum 3. März 1831. Das Datum gibt an, wann der entsprechende Senator in den Senat aufgenommen wurde, eventuelle frühere Amtszeiten nicht berücksichtigt. Unter Sen. steht die fortlaufende Nummer der Senatoren in chronologischer Ordnung, je niedriger diese ist, umso größer ist in der Regel die Seniorität des Senators. Die Tabelle ist mit den Pfeiltasten sortierbar.
| Senator                   | Faktion         | Staat          | Klasse | Datum         | Sen. | Anmerkung                                                 |
| ------------------------- | --------------- | -------------- | ------ | ------------- | ---- | --------------------------------------------------------- |
| William R. King           | Jacksonian      | Alabama        | II     | 14. Dez. 1819 | 232  |                                                           |
| John McKinley             | Jacksonian      | Alabama        | III    | 27. Nov. 1826 | 284  |                                                           |
| Samuel A. Foot            | Anti-Jacksonian | Connecticut    | I      | 4. März 1827  | 287  |                                                           |
| Calvin Willey             | Anti-Jacksonian | Connecticut    | III    | 4. Mai 1825   | 271  |                                                           |
| Louis McLane              | Jacksonian      | Delaware       | I      | 4. März 1827  | 288  | trat am 29. April 1829 zurück                             |
| Arnold Naudain            | Anti-Jacksonian | Delaware       | I      | 7. Jan. 1830  | 303  | gewählt als Nachfolger von McLane                         |
| John Middleton Clayton    | Anti-Jacksonian | Delaware       | II     | 4. März 1829  | 296  |                                                           |
| George Troup              | Jacksonian      | Georgia        | II     | 4. März 1829  | 197  | früher im 14. und 15. Kongress                            |
| John MacPherson Berrien   | Jacksonian      | Georgia        | III    | 4. März 1825  | 264  | trat am 9. März 1829 zurück                               |
| John Forsyth              | Jacksonian      | Georgia        | III    | 9. Nov. 1829  | 220  | gewählt als Nachfolger von Berrien früher im 15. Kongress |
| John McLean               | Jacksonian      | Illinois       | II     | 4. März 1829  | 262  | früher im 18. Kongress starb am 14. Oktober 1830          |
| David J. Baker            | Jacksonian      | Illinois       | II     | 12. Nov. 1830 | 305  | ernannt als Nachfolger von McLean                         |
| John McCracken Robinson   | Jacksonian      | Illinois       | II     | 11. Dez. 1830 | 306  | gewählt als Nachfolger von McLean                         |
| Elias Kane                | Jacksonian      | Illinois       | III    | 4. März 1825  | 268  |                                                           |
| James Noble               | Anti-Jacksonian | Indiana        | I      | 11. Dez. 1816 | 201  | starb am 26. Februar 1831                                 |
| William Hendricks         | Anti-Jacksonian | Indiana        | III    | 4. März 1825  | 267  |                                                           |
| George M. Bibb            | Jacksonian      | Kentucky       | II     | 4. März 1829  | 160  | früher im 12. und 13. Kongress                            |
| John Rowan                | Jacksonian      | Kentucky       | III    | 4. März 1825  | 270  |                                                           |
| Edward Livingston         | Jacksonian      | Louisiana      | II     | 4. März 1829  | 298  |                                                           |
| Josiah S. Johnston        | Anti-Jacksonian | Louisiana      | III    | 15. Jan. 1824 | 259  |                                                           |
| John Holmes               | Anti-Jacksonian | Maine          | I      | 15. Jan. 1829 | 237  | früher im 16. bis 19. Kongress                            |
| Peleg Sprague             | Anti-Jacksonian | Maine          | II     | 4. März 1829  | 299  |                                                           |
| Samuel Smith              | Jacksonian      | Maryland       | I      | 16. Dez. 1822 | 114  | Präsident pro tempore früher im 8. bis 13. Kongress       |
| Ezekiel F. Chambers       | Anti-Jacksonian | Maryland       | III    | 24. Jan. 1826 | 277  |                                                           |
| Daniel Webster            | Anti-Jacksonian | Massachusetts  | I      | 17. Dez. 1827 | 291  |                                                           |
| Nathaniel Silsbee         | Anti-Jacksonian | Massachusetts  | II     | 31. Mai 1826  | 281  |                                                           |
| Powhatan Ellis            | Jacksonian      | Mississippi    | I      | 4. März 1827  | 273  | früher im 19. Kongress                                    |
| Thomas Buck Reed          | Jacksonian      | Mississippi    | II     | 4. März 1829  | 278  | früher im 19. Kongress starb am 26. November 1829         |
| Robert H. Adams           | Jacksonian      | Mississippi    | II     | 6. Jan. 1830  | 302  | gewählt als Nachfolger von Reed starb am 2. Juli 1830     |
| George Poindexter         | Jacksoniana     | Mississippi    | II     | 15. Okt. 1830 | 304  | gewählt als Nachfolger von Adams                          |
| Thomas Hart Benton        | Jacksonian      | Missouri       | I      | 10. Aug. 1821 | 247  |                                                           |
| David Barton              | Anti-Jacksonian | Missouri       | III    | 10. Aug. 1821 | 246  |                                                           |
| Samuel Bell               | Anti-Jacksonian | New Hampshire  | II     | 4. März 1823  | 253  |                                                           |
| Levi Woodbury             | Jacksonian      | New Hampshire  | III    | 16. Juni 1825 | 272  |                                                           |
| Mahlon Dickerson          | Jacksonian      | New Jersey     | I      | 4. März 1817  | 207  |                                                           |
| Theodore Frelinghuysen    | Anti-Jacksonian | New Jersey     | II     | 4. März 1829  | 297  |                                                           |
| Charles E. Dudley         | Jacksonian      | New York       | I      | 15. Jan. 1829 | 295  |                                                           |
| Nathan Sanford            | Anti-Jacksonian | New York       | III    | 14. Jan. 1826 | 190  | früher im 14. bis 16. Kongress                            |
| John Branch               | Jacksonian      | North Carolina | II     | 4. März 1823  | 254  | trat am 9. März 1829 zurück                               |
| Bedford Brown             | Jacksonian      | North Carolina | II     | 9. Dez. 1829  | 301  | gewählt als Nachfolger von Branch                         |
| James Iredell             | Jacksonian      | North Carolina | III    | 15. Dez. 1828 | 294  |                                                           |
| Benjamin Ruggles          | Anti-Jacksonian | Ohio           | I      | 4. März 1815  | 189  |                                                           |
| Jacob Burnet              | Anti-Jacksonian | Ohio           | III    | 10. Dez. 1828 | 293  |                                                           |
| Isaac D. Barnard          | Jacksonian      | Pennsylvania   | I      | 4. März 1827  | 286  |                                                           |
| William Marks             | Anti-Jacksonian | Pennsylvania   | III    | 4. März 1825  | 269  |                                                           |
| Asher Robbins             | Anti-Jacksonian | Rhode Island   | I      | 28. Okt. 1825 | 275  |                                                           |
| Nehemiah R. Knight        | Anti-Jacksonian | Rhode Island   | II     | 9. Jan. 1821  | 240  |                                                           |
| Robert Young Hayne        | Jacksonian      | South Carolina | II     | 4. März 1823  | 255  |                                                           |
| William Smith             | Jacksonian      | South Carolina | III    | 29. Nov. 1826 | 199  | früher im 14. bis 17. Kongress                            |
| John Henry Eaton          | Jacksonian      | Tennessee      | I      | 5. Sep. 1818  | 218  | trat am 9. März 1829 zurück                               |
| Felix Grundy              | Jacksonian      | Tennessee      | I      | 19. Okt. 1829 | 300  | gewählt als Nachfolger von Eaton                          |
| Hugh Lawson White         | Jacksonian      | Tennessee      | II     | 28. Okt. 1825 | 274  |                                                           |
| Horatio Seymour           | Anti-Jacksonian | Vermont        | I      | 4. März 1821  | 244  |                                                           |
| Dudley Chase              | Anti-Jacksonian | Vermont        | III    | 4. März 1825  | 170  | früher im 13. und 14. Kongress                            |
| John Tyler                | Jacksonian      | Virginia       | I      | 4. März 1827  | 290  |                                                           |
| Littleton Waller Tazewell | Jacksonian      | Virginia       | II     | 7. Dez. 1824  | 263  |                                                           |

- a) Poindexter wechselte später zur Anti-Jackson-Faktion.[4]